# 邮简
邮简是由一张较薄的纸折叠成信封状的邮政用品。寄件人把通信内容直接书写在邮简上并可在邮简内附寄书面通信。（除邮2612 国际航空邮简明确声称不准夹带信纸和任何物件） 

## 简介
邮简的封面上印有书写收、寄件人地址、姓名栏以及邮资图（邮资邮简，非邮资邮简无此）。中华人民共和国成立后曾发行过普通邮简、美术邮简（此类含邮资）和航空邮简（无邮资图案），上述类型的邮简在1956年4月1日被停止使用。
1986年12月《中华人民共和国邮政法》颁布后，重新规定邮资邮简为邮资凭证。
邮简是介于明信片和信函之间的一种邮政用品。前者虽使用方便，但书写的内容不保密。后者保密性好，但必须同时具备信纸和信封才能写一封信。
邮简的出现即是解决上述问题。通常出售时如一张纸，纸的一面如同信封的封面一样，可以写收件人的姓名、地址、邮政编码等；另一面则起信纸的作用，可由寄信人书写信件的正文。写完以后，按纸上的折线折叠起来即成一封信的形状。折叠封口以后，就可以交寄。

## 另请参见
- 航空邮简